# هيدروكسيد رباعي ميثيل الأمونيوم
هيدروكسيد رباعي ميثيل الأمونيوم ( اختصاراً TMAH ) هو كاتيون أمونيوم رابعي يمكن كتابة صيغته على الشكل −N(CH3)4]+OH، ويوجد على هيئة صلب بلوري عديم اللون.

## التحضير
يحضر هذا الملح من تفاعل كلوريد رباعي ميثيل الأمونيوم مع هيدروكسيد البوتاسيوم في الميثانول الجاف.

## الخواص
يوجد المركب في الشروط القياسية على هيئة بلورات إبرية عديمة اللون، وهي ذات انحلالية جيدة جداً في الماء. وهو عادة ما يستخدم على هيئة محلول. لهذا الملح خواص قاعدية قوية. ويؤدي تسخينه إلى الحصول على ثلاثي ميثيل الأمين والميثانول.

## الاستخدامات
يستخدم هذا المركب في مجال نقش السيليكون في مجال التصنيع الدقيق لأشباه الموصلات.